# Communauté de communes du canton de Bourg
Ne doit pas être confondu avec Communauté de communes du canton de Bourg-de-Péage, dans la Drôme.
La communauté de communes du canton de Bourg est un ancien établissement public de coopération intercommunale (EPCI) français, situé dans le département de la Gironde, en région Nouvelle-Aquitaine.
À l'instar de la commune de Bourg dénommée parfois « Bourg-sur-Gironde », elle était également appelée « communauté de communes du canton de Bourg-sur-Gironde », y compris dans les actes officiels tels que les arrêtés préfectoraux.
De manière purement officieuse, la communauté se nommait elle-même « communauté de communes de Bourg en Gironde » ou plus simplement « Bourg en Gironde » comme on peut le lire sur le logo.

## Historique
La communauté de communes a été créée par arrêté préfectoral en date du 24 décembre 1996 sur la base de 15 communes participantes.
Le 31 décembre 2016, la communauté de communes disparait à la suite de la mise en place du schéma départemental de coopération intercommunal (SDCI). Bayon-sur-Gironde, Comps, Gauriac, Saint-Ciers-de-Canesse, Saint-Seurin-de-Bourg, Samonac et Villeneuve rejoignent la communauté de communes du canton de Blaye alors que Bourg, Lansac, Mombrier, Prignac-et-Marcamps, Pugnac, Saint-Trojan, Tauriac et Teuillac rejoignent la communauté de communes du Cubzaguais.

## Composition
La communauté de communes du canton de Bourg est composée des 15 communes suivantes :
| Nom                    | Code Insee | Gentilé         | Superficie (km2) | Population (dernière pop. légale) | Densité (hab./km2) |
| ---------------------- | ---------- | --------------- | ---------------- | --------------------------------- | ------------------ |
| Bourg (siège)          | 33067      | Bourquais       | 10,54            | 2 203 (2014)                      | 209                |
| Bayon-sur-Gironde      | 33035      | Bayonnais       | 5,70             | 706 (2014)                        | 124                |
| Comps                  | 33132      | Compsicois      | 1,66             | 524 (2014)                        | 316                |
| Gauriac                | 33182      | Gauriacais      | 5,54             | 780 (2014)                        | 141                |
| Lansac                 | 33228      | Lansacois       | 6,00             | 717 (2014)                        | 120                |
| Mombrier               | 33285      | Mombriacais     | 4,25             | 401 (2014)                        | 94                 |
| Prignac-et-Marcamps    | 33339      | Prignacais      | 9,66             | 1 393 (2014)                      | 144                |
| Pugnac                 | 33341      | Pugnacais       | 13,53            | 2 297 (2014)                      | 170                |
| Samonac                | 33500      | Samonacais      | 3,90             | 446 (2014)                        | 114                |
| Saint-Ciers-de-Canesse | 33388      | Canessois       | 6,80             | 806 (2014)                        | 119                |
| Saint-Seurin-de-Bourg  | 33475      | Saint-Seurinois | 2,47             | 395 (2014)                        | 160                |
| Saint-Trojan           | 33486      | Saint-Trojanais | 3,05             | 340 (2014)                        | 111                |
| Tauriac                | 33525      | Tauriacois      | 10,51            | 1 306 (2014)                      | 124                |
| Teuillac               | 33530      | Teuillacais     | 7,15             | 909 (2014)                        | 127                |
| Villeneuve             | 33551      | Villeneuvais    | 4,63             | 391 (2014)                        | 84                 |

### Démographie
| 2011   | 2012   | 2013   |
| ------ | ------ | ------ |
| 13 205 | 13 340 | 13 511 |

## Administration
L'administration de l'intercommunalité reposait, à compter du renouvellement général des conseils municipaux de mars 2014, sur 30 délégués titulaires, à raison de d'un délégué par commune membre, sauf Bourg et Pugnac qui en disposent de quatre chacune, Prignac-et-Marcamps et Tauriac de trois chacune et Bayon-sur-Gironde, Gauriac, Saint-Ciers-de-Canesse et Teuillac de deux chacune.
| Période                                  | Période | Identité  | Étiquette | Qualité                 |
| ---------------------------------------- | ------- | --------- | --------- | ----------------------- |
|                                          | 2016    | Jean Roux | DVG       | maire de Pugnac (2001-) |
| Les données manquantes sont à compléter. |         |           |           |                         |

Le président était assisté de huit vice-présidents :
- Patrick Touret, maire de Saint-Ciers-de-Canesse, chargé des finances et des marchés publics,
- Valérie Guinaudie, maire de Mombrier, chargée de la cohérence territoriale, d'Agenda 21 et de l'habitat,
- Jean-Marc Isidore, adjoint au maire de Bourg, chargé du développement économique et TIC,
- Catherine Saez, maire de Tauriac, chargée de l'action sociale et de la solidarité,
- Didier Bayard, maire de Comps, chargé du tourisme, de la culture et du patrimoine,
- Marie-Christine Bouchet, adjointe au maire de Prignac-et-Marcamps, chargée de l'enfance, de la jeunesse et de la vie associative,
- Jean-Marie Arrivé, adjoint au maire de Gauriac, chargé des services techniques et de la mutualisation,
- Bruno Gravino, maire de Saint-Trojan, chargé de la piscine, des infrastructures et de la sécurité des bâtiments.